# Ronjenje na većim nadmorskim visinama
Ronjenje na većim nadmorskim visinama je specifičan oblik ronjenja koji od ronilaca zahteva dobro poznavanje fizike i fiziologije ronjenja i na osnovu tih saznanja pravilno korišćenje dekompresionih tablica i podešavanje instrumenata za ronjenje i izron. Naime u monentu izronjavanja pritisak vode se smanjuje do atmosferskog pritiska na određenoj visini, tako da kada ronilac izroni na površine jezera on doživljva relativno oštar pad pritiska u ukupnom pritisku u plućima, koji je drugojačiji od onog na nivou mor, što povećava  rizik od pojave dekompresione bolesti. Zbog toga, ronioci na nadmorskoj visini moraju koristiti specifične tabele za izrion prilagođene promeni pritiska okoline. Većina ronilačkih računara za ronjenje takođe ima mogućnost podešavanje nadmorske visine.
Imajući u vidu navedeno ronjenje na planinama, u planinskom jezeru, zahteva od svakog ronioca sticanje odgovarajućig znanja iz ove oblasti i posebnog sertifikata o pravilnoj obučenosti za ovu vrstu ronjenja.

## Opšta razmatranja
Većina ronilačkih profilaktičkih dekompresionih tablica je predviđena za izrone na atmosferski pritisak koji vlada na površini mora. Navedene tablice ne uzimaju u obzir vazdušni prtisak koji je na većim nadmorskim visinama niži nego na nivou mora. Ukoliko se ovaj faktor ne uzme u obzir može se desiti da ronioci koji rone u planinskim jezerima obole od dekompresione bolesti bez obzira što su korektno primenili standardne profilaktičke dekompresione
tablice.
Prilikom ronjenja u planinskim jezerima mora se voditi računa da se zbog snižavanja atmosferskog pritiska na visinama, menja odnos između parcijalnog pritiska azota u telu ronioca, u momentu izronjavanja i azota u atmosferi, u odnosu na uslove koje postoje na nivou mora za koje su predviđene standardne dekompresione tablice.
Na nivou mora standardne profilaktičke tablice kreću od proračuna da se u roniocu nalazi 1 litra rastvorenog azota i da se nakon izrona u organizmu može naći najviše još jedna litra rastvorenog azota (ukupno dve litre). Ovo je uslov da se ne pojavi dekompresiona bolest.
Na većim nadmorskim visinama rastvorenost azota u organizmu je proporcionalna sa pritiskom na datoj visini. Pa tako na primer:
...na visini od 2.500 metara količina rastvorenog azota je oko 2/3 litre jer je i atmosferski pritisak smanjen na 750 milibara. Nakon izrona iz planinskog jezera na ovoj visini u organizmu može ostati najviše još dodatnih 0,75 litara azota (ukupno u organizmu sme biti maksimalno 1,5 litra azota). Ako bi se primenjivale standardne profilaktičke dekompresione tablice koje daju mogućnost zadržavanja još jedne litre azota, ronilac bi izronio sa 1,75 litara azota što bi na toj nadmorskoj visini izazvalo dekompresionu bolest.

## Korekcija mernih istrumenata i proračuni za korekciju dekompresionih zastanaka
Prilikom ronjenja na planinskim jezerima trebaju se primenjivati profilaktičke dekompresione tablice predviđene za veće nadmorske visine. Ukoliko ronilac ne raspolaže sa takvim tablicama predviđenim za ronjenje na velikoj nadmorskoj visini on mora da vršiti proračun na osnovu standardnih tablica korigovanjem dubine ronjenja i dubine zastanka, na sledeći način:

### Korigovanje dubine ronjenja
Korigovanje stvarne dubine ronjenja u planinskom jezeru na ekvivalentu dubinu u moru (prema kojoj se vrši odabir dekompresionog režima) vrši se prema sledećoj formuli:
{\displaystyle {\mathsf {Ekvivalentna-dubina={\frac {P.1}{P.2}}xD}}}
- P.1 — barometarski pritisak na nivou mora
- P.2 — barometarski pritisak na nivou jezera
- D = dubina zarona u jezeru

### Korigovanje dubine zastanka
Korigovanje dubine zastanka na kojem se vrši dekompresija vrđi se prema sledećoj formuli:
{\displaystyle {\mathsf {{\frac {P.1}{P.2}}xD.1}}}
- P.2  — barometarski pritisak na nivou jezera
- P.1  — barometarski pritisak na nivou mora
- D.1 = dubina standardnih zastranaka u moru.

| Dubina   | Pritisak u moru | Pritisak na visini > 2.000 m |
| -------- | --------------- | ---------------------------- |
| površina | 1 bar           | 0.8 bar                      |
| -10 m    | 2 bar           | 1.8 bar                      |
| -40 m    | 5 bar           | 4.8 bar                      |
| -50 m    | 6 bar           | 5.8 bar                      |

## Spoljašnje veze
- „Altitude and Decompression Sickness”. Архивирано из оригинала 09. 12. 2017. г. Приступљено 09. 12. 2017. —  www.alertdiver.com (језик: енглески)